# Спутник (альбом)
Спутник — дебютный сольный студийный альбом российского рэпера L'One, выпущенный 23 апреля 2013 на лейбле Black Star Inc.

## Предыстория
После ухода из группы Marselle и прильнув к творчеству «Black Star» L’One начинает плотно заниматься записью альбома, помимо этого L’One ещё успевал выпускать множество клипов и ездить с гастролями по всей стране и СНГ. За год L’One успел записать альбом, выпустить 13 треков, не вошедших на его альбом, как например «Всё будет» или «Ах*енски», «Дай мне слово» или «OK», и снять 10 клипов.

L’One: 
«Спутник» — это космос, и я запускаю свой альбом в пространство, чтобы он помог мне и слушателям ориентироваться в жизни, понимать, что плохо, что хорошо
.

## Общая информация
- Синглами являются треки «Будущее где-то рядом», «Понедельник», «День рождения», «Любовь и ненависть» и «Все танцуют локтями».
- На треки «Понедельник», «Все танцуют локтями», «Будущее где-то рядом» и «Буду молодым» сняты клипы.
- 14 февраля 2013 года L’One совместно с Тимати презентовали трек «Будущее где-то рядом» на концерте «Love Радио» под названием «Big Love Show 2013».
- Задолго до выхода альбома, в свет один за одним появлялись треки «Понедельник», «День рождения», «Любовь и ненависть», «Все танцуют локтями» и «Облака».
- Трек «Будущее где-то рядом» является четвёртой совместной работой L’One и Тимати (1-я работа — «#ДАВАЙДОСВИДАНИЯ», 2-я — «TATTOO», 3-я «Туса»).
- На альбоме всего 6 гостевых треков из 14, что вполне нормально для первого сольного альбома такого начинающего сольного артиста, как L’One.
- 12 апреля стал доступен предзаказ альбома на iTunes Store[4]. За сутки альбом занял 2 место по предзаказам в iTunes-чарте «Топ-Альбомы»[5].
- 13 октября 2017 года был удален с iTunes за нарушение авторских прав в связи с претензией правообладателей по поводу песни «Салют небесам»

## Синглы
«Понедельник». Первый официальный сингл из альбома Спутник, выпущен 3 октября 2012. В сентябре 2012 в Москве прошли съёмки видеоклипа во главе с режиссёром Рустамом Романовым. Премьера клипа состоялась 12 ноября 2012 на видеоканале Black Star TV.
«Любовь и ненависть». Второй сингл, выпущенный 4 февраля 2012. Песня записана при участии певицы Tina Smith и спродюсирована битмейкером 4eu3.
«Все танцуют локтями». Третий сингл, спродюсированный DJ Booch. Выпущен 13 февраля 2013 вместе с клипом, над которым работал режиссёр Рустам Романов. Песня исполнена в жанре trap и является первой русскоязычной песней в этом жанре, которая стала популярной.
«Будущее где-то рядом». Четвёртый сингл из альбома, записан при участии Тимати. Впервые песня исполнена артистами 14 февраля 2013 на мероприятии «Big Love Show» от Love Radio. Тимати: «Вместе с L’One мы записали новый трек, который посвящён главной теме человечества сейчас — глобализации IT-технологий. Этот трек о том, что несёт в себе Новый Век». Официальная премьера видеосингла состоялась 26 апреля 2013.
«Буду молодым». Пятый сингл, выпуск которого состоялся уже после выхода альбома. 5 сентября 2013 состоялась премьера видеоклипа, режиссёром которого выступил Владимир Шкляревский.

## Коммерческий успех
Менее чем за сутки после запуска предзаказа (12 апреля) на iTunes Store, Спутник поднялся до 2 места iTunes-чарта «Топ-Альбомы», за первую неделю предзаказа занял 7 место и за вторую — 10. За первую неделю после релиза — 4.

## Список композиций
| №                   | Название                                 | Текст песни         | Музыка                    | Длительность |
| ------------------- | ---------------------------------------- | ------------------- | ------------------------- | ------------ |
| 1.                  | «Твой день настал» (feat. Павел Мурашов) | L’One               | Crada                     | 3:10         |
| 2.                  | «Буду молодым»                           | L’One               | Diamond Style Productions | 4:05         |
| 3.                  | «Доброе утро»                            | L’One               | Wabis Band                | 3:31         |
| 4.                  | «Будущее где-то рядом» (feat. Тимати)    | L’One, Тимати       | SoSprung                  | 4:16         |
| 5.                  | «Любовь и ненависть» (feat. Tina Smith)  | L’One               | 4EU3                      | 3:39         |
| 6.                  | «Амбиции»                                | L’One               | 4EU3                      | 2:49         |
| 7.                  | «Салют небесам» (feat. Chest)            | L’One               | Diamond Style Productions | 3:57         |
| 8.                  | «Все танцуют локтями»                    | L’One               | DJ Booch                  | 3:38         |
| 9.                  | «Понедельник»                            | L’One               | Platinum Sellers Beats    | 2:54         |
| 10.                 | «Время» (feat. Ms. Sounday)              | L’One               | PVL Beatz                 | 3:00         |
| 11.                 | «Облака»                                 | L’One               | Zone Beats                | 2:57         |
| 12.                 | «Бонни и Клайд» (feat. Kristina Si)      | L’One               | Ben Harpong               | 3:34         |
| 13.                 | «В городе погас свет»                    | L’One               | Platinum Sellers Beats    | 3:59         |
| 14.                 | «День рождения (Лалала)»                 | L’One               | Rubba Band Beat Makers    | 3:23         |
| Общая длительность: | Общая длительность:                      | Общая длительность: | Общая длительность:       | 48:52        |

## Участники записи
| - 4EU3 — автор музыки (треки 5, 6) - Виталий Лактионов (Beatfoot Records) — ассистент сведения - Павел Мурашов — гостевой артист (трек 1) - Александр Перфильев — сведение - Тимати — гостевой артист (трек 4), автор слов (трек 4) - Илья Фильчагов (Студия 24) — ассистент сведения - Chest — гостевой артист (трек 7) - Crada — автор музыки (трек 1) - DJ Booch — автор музыки (трек 8) - Diamond Style Productions — автор музыки (треки 2, 7) - Ben Harpong — автор музыки (трек 12) | - Kristina Si — гостевой артист (трек 12) - L’One — артист альбома, автор слов (треки 1-14) - Ms. Sounday — гостевой артист (трек 10) - Platinum Sellers Beats — автор музыки (треки 9, 13) - PVL Beatz — автор музыки (трек 10) - Rubba Band Beat Makers — автор музыки (трек 14) - SoSprung — автор музыки (трек 4) - Tina Smith — гостевой артист (трек 5) - Wabis Band — автор музыки (трек 3) - Wim Bult (Inlinemastering) — мастеринг - Zone Beats — автор музыки (трек 11) |

Студии
- Сведено на студиях: Sonic Maniacs Room, Студия 24 (треки 2, 14), Beatfoot Records (трек 6)
- Записано на студиях: Beatworx, FlamebWoi, Sweet Music, Alex Hook

## История релиза
| Страна    | Дата           | Формат               | Лейбл                           | Ссылки |
| --------- | -------------- | -------------------- | ------------------------------- | ------ |
| Россия    | 23 апреля 2013 | цифровая дистрибуция | Black Star Inc.                 | [ 18 ] |
| Россия    | 23 апреля 2013 | CD                   | Black Star Inc., Студия Монолит |        |
| Украина   | 23 апреля 2013 | цифровая дистрибуция | Black Star Inc.                 | [ 19 ] |
| Латвия    | 23 апреля 2013 | цифровая дистрибуция | Black Star Inc.                 | [ 20 ] |
| Казахстан | 23 апреля 2013 | цифровая дистрибуция | Black Star Inc.                 | [ 21 ] |